# Só Você (canção)
Só Você é uma música composta pelo cantor e compositor Vinicius Cantuaria e lançada em 1984 em seu álbum Sutis Diferenças. Alcançou grande sucesso na época, sendo uma das mais tocadas nas rádios naquele ano. Foi regravada pelo cantor Fábio Júnior e lançada nos álbuns Só Você e Fábio Jr. Ao Vivo, de 1997, e tornou-se um dos singles mais famosos da carreira do cantor e uma de suas canções assinatura, presente em várias de suas coletâneas e de músicas românticas lançadas pela BMG, sendo ainda parte da trilha sonora da novela Por Amor. Foi regravada diversas vezes por outros artistas, como Tim Maia, Capital Inicial, Seu Cuca, Dibob, Fagner em 1984, em 2010 por Fiuk, filho de Fábio Jr e em 2015 por Frejat para a trilha sonora da telenovela Totalmente Demais da Rede Globo.

## Versão por Hori
Só Você é um single da banda brasileira de pop rock Hori, presente no álbum homônio Hori: Versão + Fã e na trilha sonora do seriado Malhação ID, o qual o vocalista Fiuk interpreta o protagonista. Lançada oficialmente em 5 de janeiro de 2010, a canção alcançou a posição vinte na Billboard Brasil.

### Posições
| Paradas (2010)                  | Posições |
| ------------------------------- | -------- |
| Brasil Billboard Brasil         | 20       |
| Brasil Billboard Brasil Hot Pop | 11       |